# Jocelyn Lemieux
Jocelyn Jean-Marc Lemieux, född 18 november 1967, är en kanadensisk före detta professionell ishockeyforward som tillbringade tolv säsonger i den nordamerikanska ishockeyligan National Hockey League (NHL), där han spelade för ishockeyorganisationerna St. Louis Blues, Montreal Canadiens, Chicago Blackhawks, Hartford Whalers, New Jersey Devils, Calgary Flames och Phoenix Coyotes. Han producerade 164 poäng (80 mål och 84 assists) samt drog på sig 740 utvisningsminuter på 598 grundspelsmatcher. Han spelade även på lägre nivåer för Canadiens de Sherbrooke och Springfield Falcons i American Hockey League (AHL), Peoria Rivermen och Long Beach Ice Dogs i International Hockey League (IHL) och Voisins/Titan de Laval i Ligue de hockey junior majeur du Québec (LHJMQ).
Lemieux draftades i första rundan i 1986 års draft av St. Louis Blues som tionde spelare totalt.
Han är yngre bror till den fyrfaldiga Stanley Cup-mästaren Claude Lemieux och farbror till Brendan Lemieux.

## Statistik
| 1983–1984    | Concordia de Montréal   | LHMAAAQ      | 40  | 15 | 36 | 51  | 104 | 14 | 4 | 11 | 15 | 34 |
| 1984–1985    | Voisins de Laval        | LHJMQ        | 68  | 13 | 19 | 32  | 88  | —  | — | —  | —  | —  |
| 1985–1986    | Titan de Laval          | LHJMQ        | 71  | 57 | 68 | 125 | 131 | 14 | 9 | 15 | 24 | 37 |
| 1986–1987    | St. Louis Blues         | NHL          | 53  | 10 | 8  | 18  | 94  | 5  | 0 | 1  | 1  | 6  |
| 1987–1988    | St. Louis Blues         | NHL          | 23  | 1  | 0  | 1   | 42  | 5  | 0 | 0  | 0  | 15 |
|              | Peoria Rivermen         | IHL          | 8   | 0  | 5  | 5   | 35  | —  | — | —  | —  | —  |
| 1988–1989    | Montreal Canadiens      | NHL          | 1   | 0  | 1  | 1   | 0   | —  | — | —  | —  | —  |
|              | Canadiens de Sherbrooke | AHL          | 73  | 25 | 28 | 53  | 134 | 4  | 3 | 1  | 4  | 6  |
| 1989–1990    | Montreal Canadiens      | NHL          | 34  | 4  | 2  | 6   | 61  | —  | — | —  | —  | —  |
|              | Chicago Blackhawks      | NHL          | 39  | 10 | 11 | 21  | 47  | 18 | 1 | 8  | 9  | 28 |
| 1990–1991    | Chicago Blackhawks      | NHL          | 67  | 6  | 7  | 13  | 119 | 4  | 0 | 0  | 0  | 0  |
| 1991–1992    | Chicago Blackhawks      | NHL          | 78  | 6  | 10 | 16  | 80  | 18 | 3 | 1  | 4  | 33 |
| 1992–1993    | Chicago Blackhawks      | NHL          | 81  | 10 | 21 | 31  | 111 | 4  | 1 | 0  | 1  | 2  |
| 1993–1994    | Chicago Blackhawks      | NHL          | 66  | 12 | 8  | 20  | 63  | —  | — | —  | —  | —  |
|              | Hartford Whalers        | NHL          | 16  | 6  | 1  | 7   | 19  | —  | — | —  | —  | —  |
| 1994–1995    | Hartford Whalers        | NHL          | 41  | 6  | 5  | 11  | 32  | —  | — | —  | —  | —  |
| 1995–1996    | Hartford Whalers        | NHL          | 29  | 1  | 2  | 3   | 31  | —  | — | —  | —  | —  |
|              | New Jersey Devils       | NHL          | 18  | 0  | 1  | 1   | 4   | —  | — | —  | —  | —  |
|              | Calgary Flames          | NHL          | 20  | 4  | 4  | 8   | 10  | 4  | 0 | 0  | 0  | 0  |
| 1996–1997    | Phoenix Coyotes         | NHL          | 2   | 1  | 0  | 1   | 0   | 2  | 0 | 0  | 0  | 4  |
|              | Long Beach Ice Dogs     | IHL          | 28  | 4  | 10 | 14  | 54  | —  | — | —  | —  | —  |
| 1997–1998    | Phoenix Coyotes         | NHL          | 30  | 3  | 3  | 6   | 27  | —  | — | —  | —  | —  |
|              | Springfield Falcons     | AHL          | 6   | 3  | 1  | 4   | 0   | 4  | 2 | 2  | 4  | 2  |
|              | Long Beach Ice Dogs     | IHL          | 10  | 3  | 5  | 8   | 24  | —  | — | —  | —  | —  |
| 1998–1999    | Long Beach Ice Dogs     | IHL          | 17  | 4  | 4  | 8   | 16  | 8  | 0 | 2  | 2  | 15 |
| NHL totalt   | NHL totalt              | NHL totalt   | 598 | 80 | 84 | 164 | 740 | 60 | 5 | 10 | 15 | 88 |
| AHL totalt   | AHL totalt              | AHL totalt   | 79  | 28 | 29 | 57  | 134 | 8  | 5 | 3  | 8  | 8  |
| IHL totalt   | IHL totalt              | IHL totalt   | 63  | 11 | 24 | 35  | 129 | 8  | 0 | 2  | 2  | 15 |
| LHJMQ totalt | LHJMQ totalt            | LHJMQ totalt | 139 | 70 | 87 | 157 | 219 | 14 | 9 | 15 | 24 | 37 |